# Muzeum českého granátu
Muzeum českého granátu se nachází v okrese Litoměřice v Ústeckém kraji, poblíž nalezišť světově proslulých českých pyropů. Jedná se o městské muzeum, které je umístěno v objektu bývalého luteránského kostela v Třebenicích.

## Historie muzea

### Vznik muzea
Třebenické muzeum vzniklo z iniciativy místního lékaře a českého vlasteneckého buditele Václava Paříka v roce 1872. V té době – kromě Prahy, Brna a Opavy – existovala muzea již jen v dalších šesti českých městech, podstatně větších, než jsou Třebenice. K dalšímu rozšíření Sbírky starožitností Besedy třebenické (jak se nazýval soubor exponátů původního Musea starožitnického a geologického v Třebenicích) o zajímavé přírodniny z okolí Třebenic přispěl místní učitel Karel Křenek.

### Prezentace na výstavách
Na Jubilejní výstavě v Praze v roce 1891 se Třebeničtí prezentovali Třebenickým kancionálem, zhotoveným Matoušem Ornysem z Lindperka v letech 1574–1578 (pozn.: Třebenický kancionál byl až do počátku 21. století uložen na radnici v Třebenicích, v roce 2012 byl však z důvodu bezpečnosti převezen do Litoměřic a uložen v trezoru litoměřického Státního oblastního archivu), sbírkou archeologických předmětů a expozicí vzorků z náplavových granátových písků, nazvanou „Pyropové diluvium v Českém středohoří“. Třebeničtí se zúčastnili též Národopisné výstavy v Praze, kde 11. června 1895 předvedli rýžování českých granátů.

### Umístění sbírek

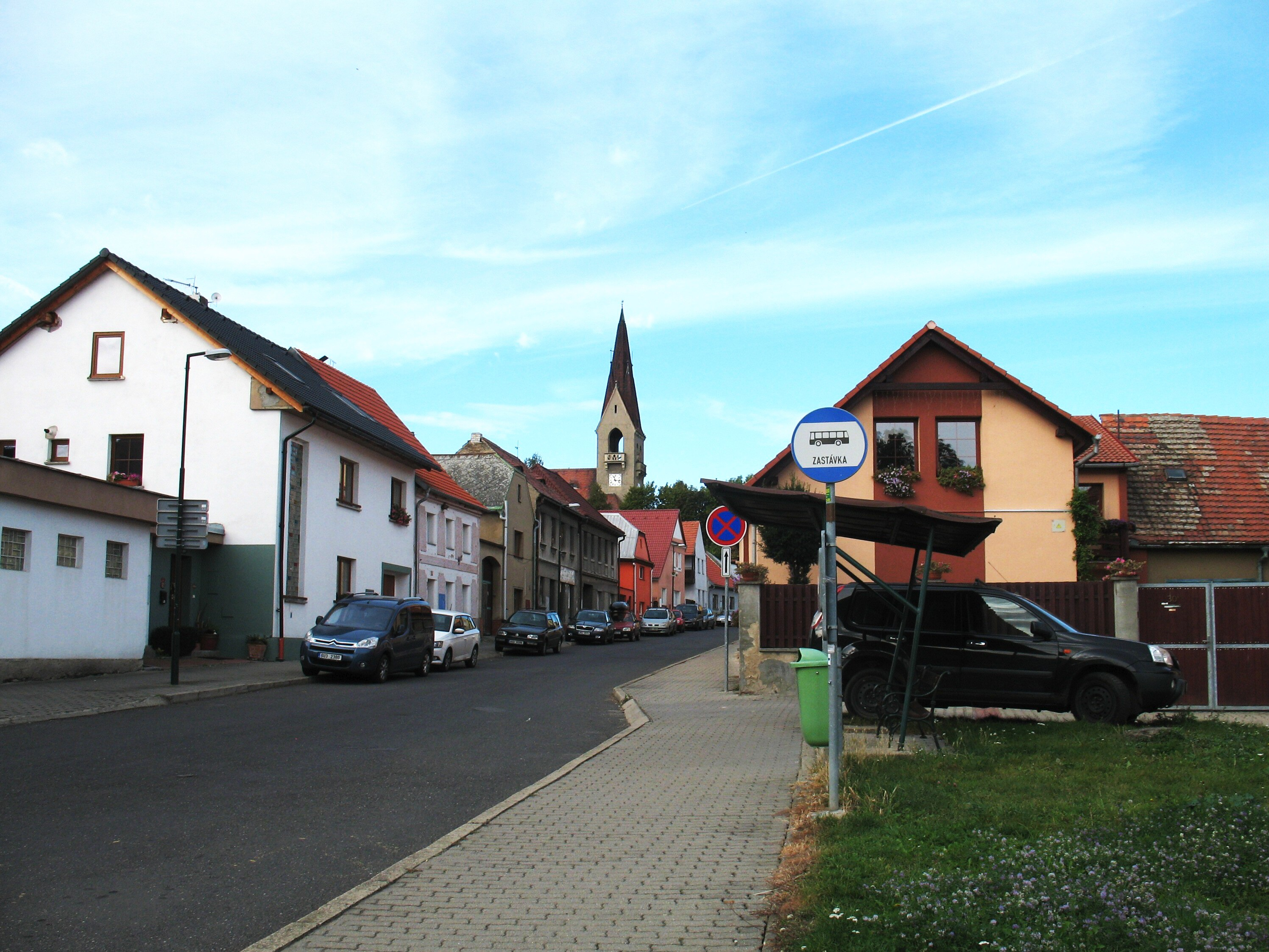
Pohled z centra Třebenic směrem k bývalému kostelu, v němž sídlí muzeum

Po smrti Václava Paříka v roce 1901 byly sbírky složeny do beden a umístěny v nevhodném prostředí místní staré školy. Představitelé z okolních českých okresů – slánského, roudnického a libochovického – však pomohli Třebenickým zajistit finanční prostředky na zakoupení někdejšího Paříkova domu (čp. 82), v němž pak bylo 6. dubna 1913 otevřeno Paříkovo muzeum.
Po skončení druhé světové války v roce 1945 byly sbírky přemístěny do budovy bývalé německé měšťanské školy (Třebenice čp. 139) a muzeum zde bylo opět slavnostně otevřeno 28. října 1946. V roce 1958 po delimitacích byly třebenické sbírky přemístěny do Okresního vlastivědného muzea v Litoměřicích (pozdější Oblastní muzeum v Litoměřicích). Třebeničtí se však nechtěli svého muzea vzdát. Upravili pro jeho potřeby objekt někdejšího německého luteránského kostela a v roce 1959 zde otevřeli nové Muzeum českého granátu.

### Budova muzea
Německý luteránský kostel byl postaven v Třebenicích v roce 1902 z iniciativy zástupce německé části obyvatel města Josefa Titty, který byl politickým i profesním rivalem Václava Paříka. Jedná se o stavbu secesního rázu, jež v sobě slučuje prvky několika různých stavebních slohů.

## Expozice
Muzejní expozice je komponována jako ucelený soubor, reprezentující historii, krajinu a přírodní bohatství Třebenicka i přilehlého regionu.

### Těžba granátů

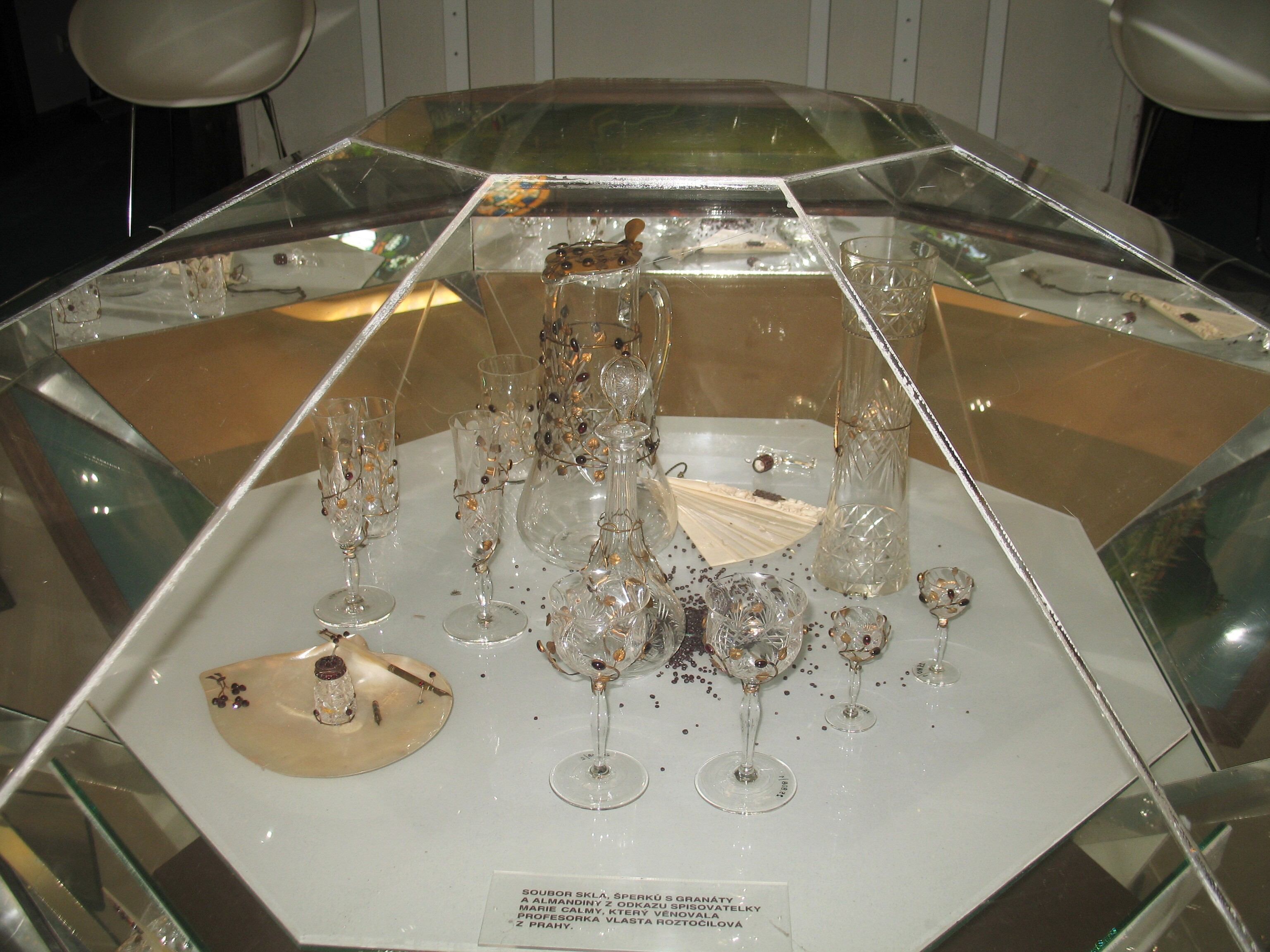
Souprava historického skla, zdobeného pyropy a almandiny, která patřila sopranistce Marii Calmě

Značná pozornost je věnována historii a současnosti těžby českých granátů - pyropů. Těžbě granátů, která v oblasti mezi obcemi Koštice, Třtěno, Libčeves, Staré, Měrunice, Chrášťany, Podsedice, Dlažkovice, Chodovlice, Úpohlavy a Chotěšov probíhala již od středověku, je vyhrazena pravá strana muzejních prostor. Mezi ukázkami nechybí mapy granátových nalezišť v České republice i ve světě a vzorky různých druhů místních minerálů, včetně vzorků mateční horniny z Granátového vrchu u Měrunic, obsahující pyropy.

### Granátové šperky
Největším magnetem Muzea českého granátu jsou vitríny, umístěné v centru výstavního sálu, v nichž jsou prezentovány nejen početné ukázky historických granátových šperků z 18. a 19. století, ale i výrobky z novodobé produkce Družstva umělecké výroby Granát v Turnově. Ve vitrínách po levé straně jsou vystaveny různé doplňky a ozdoby historické dámské garderoby, jako jsou jehlice do klobouků, hřebeny a spony do vlasů či ozdobné šňůry, pošité granáty, na pravé straně pak pánské doplňky, včetně pánských náhrdelníků. Dokonce zde lze spatřit granáty zdobenou dýmku nebo čistítko nehtů. Samostatná vitrína je vyhrazena pro soupravu skleněných pohárů a dalších předmětů z přelomu 19. a 20. století, bohatě zdobených pyropy a almandiny. Tato souprava byla věnována muzeu z pozůstalosti po české operní pěvkyni, spisovatelce, překladatelce a kulturní činitelce, propagátorce díla Leoše Janáčka, Marii Hurychové-Veselé, známé pod uměleckým jménem Marie Calma.
Jedné z vitrín dominuje pyrop o váze 2,64 g a výšce 8,6 mm – jeden z největších kusů, jaké byly v regionu nalezeny. V expozici je též fotografie řádu zlatého rouna, ozdobeného českými granáty, z nichž největší má hmotnost cca 47 karátů. Zhotovení odznaku řádu, uděleného již v roce 1697 saskému kurfiřtu Augustu II. Silnému a jeho synovi Fridrichu Augustovi, objednal posledně jmenovaný již jako král August III. Polský u šperkaře Johanna Friedricha Dinglingera v roce 1737. Po dvanácti letech však podoba tohoto odznaku, ozdobeného českými granáty a diamanty, byla již považována za nemoderní. Saský kurfiřt a polský král jej proto nechal přepracovat ve stylu rokoko u pražského šperkaře Franze Christopha Georga Diespacha. Tento unikátní šperk z roku 1749 s největším dosud nalezeným českým granátem je součástí Státních uměleckých sbírek v německých Drážďanech.

#### Šperky Ulriky von Levetzow
V samém středu sálu se nachází vitrína, v níž je vystavena replika proslulé soupravy granátových šperků baronky Ulriky von Levetzow, která žila až do své smrti v roce 1899 na zámku v sousedních Třebívlicích. Souprava, kterou Ulrika von Levetzow zdědila po své matce, byla vyrobena v roce 1820 ze 458 vybraných českých granátů, pocházejících z okolí Třebívlic. Ulrika von Levetzow ve své poslední vůli stanovila, že budoucí majitelé panství jsou povinni o tyto šperky řádně pečovat a zachovat je pro další generace, dokonce určila, že pokud by granátové šperky byly z nějakého důvodu ztraceny, je majitel panství povinen složit částku ve výši 1000 zlatých ve prospěch místních obyvatel. Jelikož se Ulrika von Levetzow poté, co odmítla nabídku k sňatku od slavného básníka Johanna Wolfganga Goetha, nikdy neprovdala, dědictví připadlo synu její sestry Berty Adalbertu Rauchovi. Ten kvůli dluhům prodal v roce 1900 panství i se šperky městu Most. Město předalo tyto šperky svému muzeu, odkud byly později zapůjčeny do Muzea českého granátu v Třebenicích. V noci ze 4. na 5. května 1988 bylo třebenické muzeum vyloupeno a spolu s ostatními cennostmi byly odcizeny i šperky Ulriky von Levetzow. Zhruba po roce, po dopadení zloděje, byly šperky nalezeny a po opravě vráceny do mosteckého muzea. Zároveň pak byla v roce 1991 na základě objednávky litoměřického muzea vyrobena v družstvu Granát v Turnově replika této původní soupravy, zatímco originální souprava je natrvalo uložena v depozitáři a vystavuje se jen výjimečně - například v mosteckém muzeu při vernisáži expozice, věnované Ulrice von Levetzow nebo na výstavě Sedmnáct století českého granátu, která se konala v roce 2009 v ruském Petrohradě – replika je pravidelně zapůjčována pro výstavní účely. Je možné ji spatřit nejen v třebenickém muzeu, ale i při různých výjimečných příležitostech jako součást prezentace České republiky ve světě – mj. byla vystavena například na světové výstavě EXPO 2015 v italském Miláně. Jak originální souprava granátových šperků Ulriky von Levetzow, uložená v Mostě, tak i replika, náležející Oblastnímu muzeu v Litoměřicích, jsou v majetku Ústeckého kraje.

### České středohoří – země hradů
V roce 2013 byly výstavní prostory Muzea českého granátu rozšířeny o stálou expozici, nazvanou České středohoří – země hradů. Tato výstavka, která je umístěna v bývalé sakristii luteránského kostela, pojednává o hradech na území Českého středohoří, od Třebenicka až po Litoměřicko a Úštěcko. Podrobně je zde zdokumentována i historie husitských hradů v daném regionu, v prvé řadě Žižkova hradu Kalicha u Třebušína severovýchodně od Litoměřic.

## Dostupnost

### Otevírací doba a vstupné
V době letních prázdnin v měsících červenci a srpnu je muzeum otevřeno denně mimo pondělí od 9 do 17 hodin, v květnu, červnu a září je přístupné ve stejné dny, avšak jen od 10 do 16 hodin. Na začátku a na konci sezóny, v dubnu a v říjnu, je muzeum otevřené jen o sobotách a nedělích od 10 do 16 hodin. Mimo sezónu návštěva není možná, neboť po uzavření muzea jsou exponáty odvezeny a uloženy v depozitářích. Do muzea je stanoveno jednotné vstupné  60 Kč (2022) 

### Doprava
Motoristé mohou zaparkovat v Loucké ulici přímo před vstupem do muzea. Přes Třebenice jezdí řada autobusových linek v trase Lovosice (některé jsou výchozí už z Litoměřic) – Třebenice – Libčeves – Most. I o sobotách a nedělích jezdí z Lovosic do Třebenic autobusy v pravidelných dvouhodinových intervalech (jízdní řád 2015/2016). Kromě toho během turistické sezóny, tj. ve stejné době, kdy je otevřeno muzeum, je soukromým dopravcem zajišťováno vlakové spojení z Mostu či Lovosic na tzv. Švestkové dráze. Železniční zastávka Třebenice město je od muzea vzdálena necelých 700 m.